# Procij
Procij (simbol P ili 1H) je najlakši, najzastupǉeniji i jedini stabilni izotop vodika.
Jezgra procija se sastoji od samo jednog protona, te je stoga ujedno najjednostavnija od svih atomskih jezgara. Zastupǉenost procija među svim atomima vodika je 99,985%.
Ime procij se ne koristi često. Uvedeno je radi potpunosti, jer ostali vodikovi izotopi imaju posebna imena. Tako je izotop 2H nazvan deuterij, a ǌegova jezgra deuteron, dok je izotop 3H nazvan tricij, a ǌegova jezgra triton. Kako je jezgra izotopa 1H proton, taj izotop je nazvan procij.

## Vezani članci
- Deuterij
- Tricij